# Кабрера, Дельфо
Дельфо Кабрера Гомес — аргентинский бегун на длинные дистанции, который специализировался в марафоне. Олимпийский чемпион 1948 года с результатом 2:34.51,6. Занял 6-е место на Олимпиаде 1952 года — 2:26.42,4. Чемпион Аргентины 1938 года в беге на 5000 метров. На Бостонском марафоне 1954 года занял 6-е место, показав время 2:27.50. Бронзовый призёр чемпионата Южной Америки 1941 года в беге на 3000 метров с результатом 8.48,0 и чемпион 1946 года на дистанции 10 000 метров.
Погиб в результате автомобильной аварии.